# London Underground
t:Se også: London Overground
London Underground (også kendt som the Underground eller the Tube) er et metrosystem, der betjener store dele af Storlondon og dele af naboområderne Buckinghamshire, Hertfordshire og Essex i Storbritannien.
Integreret i systemet er verdens første underjordiske jernbane, der åbnede i 1863 og nu udgør dele af Circle, Hammersmith & City og Metropolitan lines, samt den første undergrundsbane drevet med elektriske tog, siden 1890, som nu er en del af Northern line. Netværket er nu udvidet til 11 baner, og transporterede i 2015–16 1,34 milliarder passagerer, hvilket gør det til verdens 11. travleste metrosystem.
De første tunneller blev anlagt lige under terrænniveau ved cut-and-cover-metoden. Senere blev mindre, nærmest cirkulære tunneller (tubes) udgravet i et dybere niveau. Systemet betjener 270 stationer og har 400 km spor. På trods af sit navn, er kun 45 % af systemet beliggende i tunneller, da store dele af netværket er beliggende i de ydre egne af London, hvor sporene ligger på overfladen. Derudover dækker The Underground kun visse dele af det sydlige Storlondon, med mindre end 10 % stationerne beliggende syd for Themsen.
De tidlige dybtliggende baner, der oprindeligt var ejet af adskillige private selskaber, blev samlet og markedsført som UNDERGROUND i begyndelsen af det 20. århundrede og fusionerede sidenhen med de højereliggende baner under overfladen og busselskaber i 1933 for at danne London Transport under London Passenger Transport Board (LPTB). Den nuværende operatør, London Underground Limited (LUL), er et fuldt ejet datterselskab til Transport for London (TfL), det lovfæstede selskab, ansvarlig for de fleste aspekter af transportsystemet i Storlondon. I 2015 var 92 procent af driftsomkostningerne dækket af passagerindtægter. Travelcard blev introduceret i midten af 1980'erne og Oyster card, et elektronisk billetsystem, i 2003. Kontaktløs kortbetaling blev introduceret i 2014.
LPTB var en fremtrædende protektor indenfor kunst og design, der bestilte mange nye stationsbygninger, plakater og offentlige kunstværker i modernistisk stil. Det skematiske netværkskort, designet af Harry Beck i 1931, blev erklæret nationalt designikon i 2006 og omfatter nu også andre TfL-transportsystemer som Docklands Light Railway, London Overground og TfL Rail. Anden berømt London Underground-branding omfatter rondellen og skriften Johnston, skabt af Edward Johnston i 1916.

## Historie

### Tidlig historie
Idéen om en underjordisk jernbane til at forbinde City of London med nogle af jernbanestationerne lige udenfor centrum blev foreslået i 1830'erne, og Metropolitan Railway fik tilladelse til at bygge denne bane i 1854. For at forberede anlægget blev en kort testtunnel anlagt i 1855 i Kibblesworth, en lille by med geologiske forhold svarende til London. Denne testtunnel blev benyttet under udviklingen af det første undergrundstog i to år og blev senere, i 1861, fyldt op. Som verdenens første underjordiske jernbane åbnede banen mellem Paddington og Farringdon i januar 1863 med gasbelyste trævogne trukket af damplokomotiver. Med 38.000 passagerer på åbningsdagen blev banen set som en succes, og det var nødvendigt at låne tog fra andre jernbaner for at udvide betjeningen. Metropolitan District Railway (almindeligt kendt som District Railway) fra South Kensington til Westminster åbnede i december 1868, som en del af en plan om en underjordisk "indre cirkel", der forbinder Londons fjerntogsterminaler. Metropolitan og District Railways færdiggjorde Circle line i 1884, anlagt med cut-and-cover-metoden. Begge jernbaneselskaber udvidede; District Railway anlagde fem afgreninger mod vest til Ealing, Hounslow, Uxbridge, Richmond og Wimbledon og Metropolitan Railway nåede sidenhen så langt væk som Verney Junction i Buckinghamshire, mere end 80 km fra Baker Street og Londons centrum.
Den første dybtliggende tube-bane, City and South London Railway, to cirkulære tunneller med en diameter på 3,10 m, blev udgravet mellem King William Street (nær nutidens Monument Station) og Stockwell under vejene for at undgå aftaler med ejerne af ejendommene på overfladen. Den åbnede i 1890 med elektriske lokomotiver, der trak vogne med små uigennemsigtige vinduer, kaldet gummiceller. Waterloo and City Railway åbnede i 1898, efterfulgt af Central London Railway i 1900, kendt som "the twopenny tube". Disse to jernbaneselskaber kørte elektriske tog i cirkulære tunneller med diametre mellem 3,56 m og 3,72 m, mens Great Northern and City Railway, der åbnede i 1904, blev anlagt således fjerntog kunne køre i tunnellerne mellem Finsbury Park og endestationen Moorgate i City and havde en diameter på 4,90 m.
I begyndelsen af det 20. århundrede, blev District og Metropolitan Railways nødt til at elektrificere og et fælles udvalgt (nedsat i samarbejde, da de to selskaber delte ejerskabet af den indre cirkel) anbefalede et vekselstrømssystem. District Railways, der havde behov for at finde den nødvendige finansiering, fandt en investor i amerikaneren Charles Yerkes, der hellere så et jævnstrømssystem magen til det, der var i brug på City & South London og Central London Railways. Metropolitan Railway protesterede mod ændringen, men efter voldgift ved Board of Trade, blev jævnsstrømssystemet valgt.

### Underground Electric Railways Company-årene
Yerkes havde kort efter kontrollen i District Railway og etablerede Underground Electric Railways Company of London (UERL) i 1902 for at finansiere og drive tre tube-baner, Baker Street and Waterloo Railway (Bakerloo), Charing Cross, Euston and Hampstead Railway (Hampstead) og Great Northern, Piccadilly and Brompton Railway, (Piccadilly), der alle åbnede mellem 1906 og 1907. Da "Bakerloo" fik sit navn i juli 1906, kaldte The Railway Magazine det en uværdig "rendestenstitel". I 1907 havde District og Metropolitan Railways elektrificeret de underjordiske dele af deres baner.
I januar 1913 opkøbte UERL Central London Railway og City & South London Railway, så vel som flere af Londons bus- og sporvognsoperatører. Det var kun Metropolitan Railway og dennes datterselskaber Great Northern & City Railway og East London Railway, og Waterloo & City Railway, der på daværende tidpunkt var ejet af fjernbaneselskabet London and South Western Railway, der forblev udenfor Underground Groups kontrol.
En fælles marketingaftale mellem de fleste af selskaberne i begyndelsen af det 20. århundrede omfattede kort og fælles reklamer gennem billettering og UNDERGROUND-skilte udenfor stationerne i det centrale London. Bakerloo line blev forlænget mod nord til Queen's Park for at tilslutte en ny elektrisk bane fra Euston til Watford, men 1. verdenskrig forsinkede anlægget og togene kørte først til Watford Junction i 1917. Under luftangreb i 1915 benyttede folk Underground-stationer som beskyttelsesrum. En forlængelse af Central line mod vest til Ealing blev også forsinket af krigen og færdiggjort i 1920. Efter krigen blev finansielle statsgarantier benyttet som basis for at udvide netværket og City and South London og Hampstead Railways' tunneller blev forbundet ved Euston og Kennington, selvom den kombinerede drift ikke blev kaldet Northern line før senere. Metropolitan Railway markedsførte beboelsesejendomme nær jernbanen som "Metro-land" og ni beboelsesejendomme blev bygget nær banens stationer. Elektrificeringen blev forlænget mod nord fra Harrow til Rickmansworth, og afgreninger åbnede fra Rickmansworth til Watford i 1925 og fra Wembley Park til Stanmore i 1932. Piccadilly line blev forlænget mod nord til Cockfosters og overtog District lines grene til Harrow (senere Uxbridge) og Hounslow.

### The London Passenger Transport Board years
I 1933 fusionerede de fleste af Londons underjordiske jernbaner, sporvogns- og busselskaber til London Passenger Transport Board, der benyttede brandet London Transport. Waterloo & City Railway, der på daværende tidspunkt var ejet af fjernbaneselskabet Southern Railway, forblev med sine ejere. Samme år som London Passenger Transport Board blev dannet, sås Harry Becks skematiske netværkskort (tube map) for første gang.
I de efterfølgende år lukkede de yderstbeliggende baner fra det tidligere Metropolitan Railway, Brill Tramway i 1935 og banen fra Quainton Road til Verney Junction i 1936. Planerne i New Works Programme fra 1935-40 omfattede forlængelse af Central og Northern lines og Bakerloo line skulle overtage Metropolitan-grenen til Stanmore. 2. verdenskrig afbrød disse planer efter Bakerloo line havde nået til Stanmore og Northern line til High Barnet og Mill Hill East i 1941. Efter bombeangreb i 1940 blev passagertog via West London Line indstillet, hvilket efterlod messecentret Olympia uden jernbanebetjening indtil en District line-shuttle fra Earl's Court begyndte efter krigen. Efter arbejderne på Central line-forlængelserne i Øst- og Vestlondon genopstartede, blev disse fuldendt i 1949.
Under krigen blev mange Underground-stationer benyttet som beskyttelsesrum under luftangreb. Den 3. marts 1943 resulterede en afprøvning af varslingssirener samtidig med affyring af en ny type antiluftskyts i, at folk der forsøgte at tage ophold på Bethnal Green Station blev kvast. I alt døde 173 personer, herunder 62 børn, hvilket gør dette til den værste civile katastrofe under 2. verdenskrig såvel som det største tab af liv under en enkelt hændelse i London Underground-netværket.

### London Transport Executive / Board-årene
Den 1. januar 1948 blev London Passenger Transport Board nationaliseret under bestemmelserne i Transport Act 1947 og omdøbt til London Transport Executive, der blev datterselskab til British Transport Commission, der blev dannet samme day. Under samme lov blev landets fjernbaner også nationaliseret, og deres ombygning blev prioriteret over vedligeholdelsen af Underground-netværket. De fleste ufærdige dele af New Works Programme fra før krigen blev gradvist skrinlagt eller udskudt.
District line behøvede dog nye tog og et umalet aluminiumstog, hvilket blev standarden for nye tog, blev indsat i drift i 1953. I begyndelsen af 1960'erne blev Metropolitan line elektrificeret så langt væk som Amersham, mens British Rail overtog driften af Metropolitan line mellem Amersham og Aylesbury. I 1962 blev British Transport Commission opløst, og London Transport Executive blev omdøbt London Transport Board, direkte ansvarlig overfor Transportministeriet. I 1960'erne blev også Victoria line udgravet under det centrale London og, ulig de tidligere tubes, fulgte tunnellerne ikke vejene ovenover. Banen åbnede i 1968–71 med automatisk kørende tog og magnetisk kodede billetter indsamlet af automatiske porte gav adgang til perronerne.

### Greater London Council-årene
Den 1. januar 1970 blev ansvaret for offentlig transport i Storlondon overdraget fra centralregeringen til lokalregeringen, i form af Greater London Council (GLC), og London Transport Board blev opløst. London Transport-brandet blev fortsat benyttet af GLC.
Fredag den 28. februar 1975 kunne et sydgående tog på Northern City Line ikke stoppe ved endestationen Moorgate og pløjede ind i væggen ved tunnellens ende. In det følgende sammenstød døde 43 personer og yderligere 74 blev såret, hvilket er det største tab af liv i fredstid i London Underground. I 1976 blev Northern City Line overtaget af British Rail og forbundet med fjernbanen ved Finsbury Park - en overdragelse, der allerede var planlagt før ulykken.
I 1979 overtog en anden ny tube, Jubilee line, navngivet til ære for Dronning Elizabeths 25 års regeringsjubilæum, Bakerloo lines Stanmore-gren, og forbandt dem med nye tunneller mellem Baker Street og Charing Cross Stationer. Under Greater London Councils kontrol introducerede London Transport et billetzonesystem for busser og Underground-tog i 1981, der sænkede den gennemsnitlige takst. Taksterne blev øget efter et juridisk søgsmål, men takstzonerne blev bevaret, og i midten af 1980'erne blev Travelcard og Capitalcard introduceret.

### London Regional Transport-årene
I 1984 blev kontrollen med London Buses og London Underground sendt tilbage til centralregeringen med dannelsen af London Regional Transport (LRT), hvilket transportministeren var direkte ansvarlig for, mens London Transport-brandet stadig blev bevaret. Enmandsbetjening var planlagt i 1968, men konflikt med fagforbundene forsinkede introduktionen til 1980'erne.
Den 18. november 1987 udbrød brand i en rulletrappe på King's Cross St. Pancras Station. Branden kostede 31 personer livet og kvæstede yderligere 100. London Underground blev kraftigt kritiseret efterfølgende for deres holdning til brand under jorden, offentliggørelsen af den efterforskningens rapport førte til opsigelser i ledelsen hos både London Underground og London Regional Transport. For at overholde de nye sikkerhedsbestemmelser, der blev udstedt som følge af branden, og for at bekæmpe graffiti, blev et togrenoveringsprojekt iværksat i juli 1991.
I april 1994 blev Waterloo & City Railway, dengang ejet af British Rail and kendt som Waterloo & City line, overdraget til London Underground. I 1999 blev Jubilee line forlænget fra Green Park Station gennem Docklands til Stratford Station, hvilket medførte lukning af den kort tunnelstrækning mellem Green Park og Charing Cross Stationer, og omfattede de første stationer i London Underground med perrondøre.

### Transport for London-årene
Transport for London (TfL) blev oprettet i 2000 som det integrerede organ, ansvarlig for Londons transportsystem. TfL er en del af Greater London Authority og er konstitueret som et lovfæstet selskab, reguleret under lokalforvaltningens finansielle regler.TfL's bestyrelse er udvalgt af borgmesteren i London. Borgmesteren fastsætter også strukturen og billetpriserne i London. Koncernens daglige drift er dog overladt til kommitteret for Transport for London.
TfL erstattede London Regional Transport og førte ikke London Transport-brandet videre til fordel for sit eget brand. Overdragelsen af ansvaret var etapedelt, med overdragelsen af kontrollen af London Underground forsinket til juli 2003, hvor London Underground Limited blev et indirekte datterselskab til TfL. Mellem 2000 og 2003 blev London Underground omorganiseret til et offentligt-privat partnerskab, hvor private infrastrukturselskaber opgraderede og vedligeholdte jernbanen. Dette blev gennemført før kontrollen blev overdraget til TfL, der var imod dette arrangement. Et infrastrukturselskab blev sat under administration i 2007 og TfL overtog ansvarsområderne, og i 2010 overtog TfL også det andet selskab.
Elektronisk billettering i form af det kontaktløse Oyster card blev introduceret i 2003. London Underground-drift på East London line ophørte i 2007, så denne kunne forlænges og konverteres til London Overground-drift, og i december 2009 blev Circle line ændret fra drift i en lukket ring rundt om Londons centrum til en spiral, der også betjener Hammersmith. Fra september 2014 har passagerer kunne benytte kontaktløse kort i The Tube. Brugen heraf er øget hastigt og over en million kontaktløse transaktioner bliver foretaget i The Underground hver dag.

## Infrastruktur

### Jernbaner
The Underground betjener 270 stationer. 14 Underground-stationer er beliggende udenfor Storlondon, hvoraf fem (Amersham, Chalfont & Latimer, Chesham og Chorleywood på Metropolitan line og Epping på Central line), er bag M25-motorringvejen. Af Londons 32 bydele, betjenes seks (Bexley, Bromley, Croydon, Kingston, Lewisham og Sutton) ikke af Underground-netværket, mens Hackney kun har Old Street og Manor House på sine grænser. Lewisham blev tidligere betjent af East London Line (stationerne New Cross og New Cross Gate). Banen og stationerne blev overdraget til London Overground-netværket i 2010.
London Undergrounds elleve baner har en samlet længde på 402 km, hvilket gør den til verdenens tredje længste metrosystem. Disse er inddelt i to klasser: ruterne "under overfladen" (sub-surface) og de dybtliggende "tube"-ruter. Circle, District, Hammersmith & City og Metropolitan lines udgør sub-surface-klassen, med jernbanetunneller beliggende umiddelbart under jordoverfladet og af en størrelse svarende til de britiske fjernbaner. Hammersmith & City og Circle lines deler stationer og hovedparten af deres spor med hinanden og med så vel som Metropolitan og District lines. Bakerloo, Central, Jubilee, Northern, Piccadilly, Victoria og Waterloo & City lines er dybtliggende tubes, med mindre tog, der kører i to cirkulære tunneller (tubes) med en diameter omkring 3,56 m. Disse baner er ene brugere af et sæt spor, bortset fra Piccadilly line, der deler spor med District line mellem Acton Town og Hanger Lane Junction og med Metropolitan line mellem Rayners Lane og Uxbridge; og Bakerloo line, der deler spor med London Overground-tog nord for Queen's Park.
55 procent af systemet er beliggende på overfladen. Der er 32 km cut-and-cover-tunnel og 150 km tube-tunnel. Mange af de underjordiske stationer i det centrale London på de dybtliggende tube-baner er beliggende højere end de mellemliggende tunnelstrækninger for at lette deceleration ved ankomst og acceleration ved afgang. Togene kører som udgangspunkt i det venstre spor. Der er dog nogle steder, hvor tunnellerne er beliggende ovenover hinanden (fx Central line øst for St Paul's Station), eller hvor togene kører i højre spor (fx på Victoria line mellem Warren Street og King's Cross St. Pancras, for at lette skifter til Northern line på Euston).
Banerne er elektrificeret med et firskinne-jævnstrømssystem: en strømskinne mellem sporene med en strømtilførelse på −210 V og en skinne udenfor køreskinnerne på +420 V giver en spændingsforskel på 630 V. På strækninger, hvor en bane deler spor med fjerntog, så som District line fra East Putney til Wimbledon og Gunnersbury til Richmond, og Bakerloo line nord for Queen's Park, er den midterste skinne forbundet til køreskinnerne.

### Baner
| Bakerloo line           | Brun         | 1906 | Dybt liggende    | 23,2 km | 25 | 1972-materiel            | 111.136 | 4.790 |
| Central line            | Rød          | 1900 | Dybt liggende    | 74.0 km | 49 | 1992-materiel            | 260.916 | 3.526 |
| Circle line             | Gul          | 1871 | Under overfladen | 27,5 km | 36 | S7-materiel              | 114.609 | 2.931 |
| District line           | Grøn         | 1868 | Under overfladen | 64.0km  | 60 | D78-materiel S7-materiel | 208.317 | 3.255 |
| Hammersmith & City line | Pink         | 1864 | Under overfladen | 26,5 km | 29 | S7-materiel              | 114.609 | 2.931 |
| Jubilee line            | Sølv         | 1979 | Dybtliggende     | 36,2 km | 27 | 1996-materiel            | 213.554 | 5.899 |
| Metropolitan line       | Mørk magenta | 1863 | Under overfladen | 66,7 km | 34 | S8-materiel              | 66.779  | 1.001 |
| Northern line           | Sort         | 1890 | Dybtliggende     | 58.0 km | 50 | 1995-materiel            | 252.310 | 4.350 |
| Piccadilly line         | Mørkeblå     | 1906 | Dybtliggende     | 71.0 km | 53 | 1973-materiel            | 210.169 | 2.960 |
| Victoria line           | Lyseblå      | 1968 | Dybtliggende     | 21.0 km | 16 | 2009-materiel            | 199.988 | 9.523 |
| Waterloo & City line    | Turkis       | 1898 | Dybtliggende     | 2,5 km  | 2  | 1992-materiel            | 15.892  | 6.357 |
| 1. 2. 3. 4. 5. 6.       |              |      |                  |         |    |                          |         |       |

### Drift på tidligere og nuværende fjernbaner
The Underground benytter en række jernbaner og linjeføringer, der blev anlagt af som fjernbaner.
- Bakerloo line: Mellem Queen's Park og Harrow & Wealdstone kører denne via Watford DC Line langs London & North Western Railway (LNWR)-fjernbanen, der åbnede i 1837. Ruten blev udlagt af LNWR i 1912–15 og er en del af Network Rail-systemet.
- Central line: Jernbanen fra umiddelbart syd for Leyton til umiddelbart syd for Loughton blev anlagt af Eastern Counties Railway i 1856 i samme linjeføring, der benyttes i dag.[89] The Underground benytter også banen mellem Loughton og Ongar via Epping, anlagt i 1865 af Great Eastern Railway (GER). Forbindelsen til fjernbanen syd for Leyton blev lukket i 1970 og fjernet i 1972. Banen fra Epping til Ongar blev lukket i 1994; det meste af denne bane benyttes i dag af veteranbanen Epping Ongar Railway.[89] Banen mellem Newbury Park og Woodford Junction (vest for Roding Valley) via Hainault blev anlagt af GER i 1903, forbindelserne til fjernbanen syd for Newbury Park lukkede i 1947 (i retning mod Ilford) og 1956 (i retning mod Seven Kings).[89]
- Central line: Banen fra umiddelbart nord for White City til Ealing Broadway blev anlagt i 1917 af Great Western Railway (GWR) og passagertog blev introduceret af The Underground i 1920. North Acton til West Ruislip blev anlagt af GWR på vegne af The Underground i 1947–48 langs de allerede eksisterende spor fra Old Oak Common Junction mod High Wycombe og videre, hvilke dateres til 1904.[89] Per maj 2013 har den oprindelige rute Old Oak Common Junction til South Ruislip et fjerntog pr. dag til/fra Paddington.[90]
- District line: Syd for Kensington (Olympia) blev korte dele af West London Railway (WLR) fra 1862 og dennes 1863 West London Extension Railway (WLER) benyttet, da District line forlængedes fra Earl's Court i 1872. District line havde sin egen endestationsperron på Olympia, anlagt i 1958 sammen med sporene i tracéet for det nordgående 1862/3 WLR/WLER-spor. Den sydgående WLR/WLER-spor blev på det tidpunkt til det nye nordgående spor, og et nyt sydgående fjernbanespor blev anlagt gennem en tidligere godsbanegård. Udfletningen fra 1872 lukkede i 1958, og en yderligere forbindelse til WLR umiddelbart syd for Olympia lukkede i 1992. Grenen er nu isoleret.[89]
- District line: Banen mellem Campbell Road Junction (nu lukket), nær Bromley-by-Bow, og Barking blev anlagt af London, Tilbury & Southend Railway (LTSR) i 1858. De langsomme spor blev anlagt 1903–05, da District-tog blev forlænget fra Bow Road (selvom der ikke var District-betjening øst for East Ham fra 1905 til 1932). De langsomme spor blev delt med LTSR stop- og godstog indtil 1962, hvor de blev adskilt, da fjerntogene stoppede betjening af de mellemliggende stationer.[89]
- District line: Jernbanen fra Barking til Upminster blev anlagt af LTSR i 1885 og District line forlængedes via denne rute i 1902. District line trak sig mellem 1905 og 1932, da ruten blev firedoblet. Fjerntogene ophørte betjening af de mellemliggende stationer i 1962, and District line benytter i dag kun de langsomme spor fra 1932.[89]
- District line: Det vestgående spor mellem øst for Ravenscourt Park og Turnham Green og Turnham Green til Gunnersbury følger linjeføringen af en jernbane anlagt af London & South Western Railway (LSWR) i 1869. Det østgående spor mellem Turnham Green og øst for Ravenscourt Park følger linjeføringen anlagt i 1911; dette blev lukket i 1916, men blev genbrugt, da Piccadilly line blev forlænget i 1932.[89]
- District line: Banen mellem East Putney og Wimbledon blev anlagt af LSWR i 1889. Det sidste fjerntog kørte i 1941,[89] men den benyttes stadig af nogle få gennemkørende passagertog til/fra Waterloo.[91] Ruten benyttes også af faste rangeringer til/fra Wimbledon Park-depotet og for omlagte Waterloo-tog under trafikforstyrelser og sporspærringer.
- Hammersmith & City line: Mellem Paddington og Westbourne Park Station forløber banen langs fjernbanen. Great Western-fjernbanen åbnede i 1838, hvor en midlertidig endestation på den anden side af Bishop's Road blev betjent. Da den nuværende Paddington Station åbnede i 1854, blev banen omlagt til syd for den gamle station.[89] Ved åbningen i 1864 og indtil 1867, da to spor syd for fjernbanen med en krydsning nær Westbourne Bridge åbnede, forløb Hammersmith & City line (dengang en del af Metropolitan line) via fjernbanen til en udfletning ved Westbourne Park. De nuværende to spor nord for fjernbanen og underføringen øst for Westbourne Park åbnede i 1878.[92] Hammersmith & City-ruten er nu fuldstændig separeret fra fjernbanen.
- Jubilee line: Sporene mellem Canning Town og Stratford blev anlagt af GER i 1846, og passagertog begyndte i 1847. Den oprindelige linjeføring blev firedoblet "i etaper mellem 1860 og 1892" til godstog før de ekstra (vestlige) spor blev løftet da trafikken faldt i løbet af det 20. århundrede, og blev genlagt for Jubilee line-tog, der begyndte i 1999. Den nuværende Docklands Light Railway (tidl. North London Line) benytter den oprindelige østlige linjeføring og Jubilee line benytter den vestlige linjeføring.[89]
- Northern line: Banen fra East Finchley til Mill Hill East åbnede i 1867, og fra Finchley Central til High Barnet i 1872, begge af Great Northern Railway.[89]
- Piccadilly line: Det vestgående spor mellem øst for Ravenscourt Park og Turnham Green blev anlagt af LSWR i 1869, og oprindeligt benyttet for østgående fjerntog og District line-tog. Det østgående spor blev anlagt i 1911; det lukkede i 1916, men blev genbrugt, da Piccadilly line blev forlænget i 1932.[89]

### Fjerntog på Underground-spor
Nogle spor, der nu ejes af LU, bliver stadig benyttes af fjerntog.
- District line – East Putney til Wimbledon, benyttes af South West Trains af gennemkørende tog, rangeringer og under driftsforstyrrelser[93]
- Metropolitan line – Harrow-on-the-Hill til Mantles Wood (vest for Amersham), benyttes af Chiltern Railways af Marylebone til Aylesbury/Aylesbury Vale-tog

### Tog
London Underground-trains findes i to størrelser: de større sub-surface-tog og de mindre tube-tog. Siden begyndelsen af 1960'erne har alle passagertog været elektriske togsæt med skydedøre. Sidst et tog kørte med togfører var i 2000. Alle baner benytter tog af fast længde med mellem seks og otte vogne, bortset fra Waterloo & City line, der benytter fire vogne. Nye tog designes for flest mulige stående passagerer og for hurtig adgang til vognene og har regenerativ bremsning og passagerinformationssystemer. Siden 1999 har al nyt materiel skulle leve op til tilgængelighedskrav, der kræver fx adgangsmulighed for og plads til kørestole, og størrelse og placering af dørkontroller. Alle undergrundstog kræves at overholde Rail Vehicle Accessibility (Non Interoperable Rail System) Regulations 2010 (RVAR 2010) fra 2020.
Materiel på sub-surface-banerne identificeres med et bogstav (fx S-materiel, der benyttes på Metropolitan line), mens tube-materiel identificeres ved årstallet for planlagt introduktion (fx 1996-materiel, der benyttes på Jubilee line).

### Depoter
The Underground benytter følgende depoter:
- Bakerloo: London Road, Stonebridge Park
- Central: Hainault, Ruislip, White City
- Circle: Hammersmith, Neasden
- District: Ealing Common, Hammersmith, Upminster
- Hammersmith & City: Hammersmith, Neasden
- Jubilee: Neasden, Stratford Market
- Metropolitan: Neasden
- Northern: Edgware, Golders Green, High Barnet, Highgate, Morden
- Piccadilly: Cockfosters, Northfields
- Victoria: Northumberland Park
- Waterloo & City: Waterloo
- London Transport Museum: Acton Town

### Ventilation og køling
Da Bakerloo line åbnede i 1906 var der annonceret en maks. temperatur på 16 °C, men over tid har tube-tunnellerne varmet op.[kilde mangler] I 1938 blev der givet tilladelse til et ventilationsforbedringsprogram, og et køleanlæg blev installeret i en elevatorskakt ved Tottenham Court Road. Temperaturer på 47 °C blev observeret under den europæiske hedebølge i 2006. I 2002 blev det påstået, at hvis dyr blev transporteret i The Tube, gjorde temperaturen at Europakommisionens dyrevelfærdslov ville overtrædes. En analyse fra 2000 rapporterede, at luftkvaliteten var 73 gange værre end på gadeniveau, og at en passager indånder samme mængde partikler under en 20 minutters rejse på Northern line, som ved at ryge en cigaret. Hovedformålet ved ventilatorerne i London Underground er at udlede var luft fra tunnellerne, og netværkets ventilatorer er blevet renoveret, selvom støjklager fra naboer udelukker brug ved fuld kraft om aftenen.
I juni 2006 blev et grundvandskølesystem installeret på Victoria Station. I 2012 blev luftkølingsanlæg med koldt dybtliggende grundvand installeret på perronerne på Green Park Station og på Oxford Circus ved brug af køleenheder på toppen af en tilstødende bygning. Nye tog med aircondition er blevet indsat på sub-surface-banerne, men pladsen til airconditionanlæg er begrænset i tube-togene og disse vil opvarme tunnellerne endnu mere. Deep Tube Programme, der undersøger erstatninger for togene på Bakerloo og Piccadilly lines, leder efter tog med bedre energibesparelser og regenerativ bremsning, hvori der kan blive muligt at installere en form for aircondition.
I det oprindelige Tube-design, passerer togene gennem tæt omsluttende tunneller, der fungerer som stempler, der skaber lufttryksforskelle mellem stationer. Denne trykforskel driver ventilation mellem perroner og udgangene til gaden gennem passageradgangstunnellerne. Dette system afhænger af tilstrækkeligt frihøjde over passagerernes hoveder i adgangstunnellerne og rulletrappeskakterne, hvor laminar luftgennemstrømning er proportional til den radius opløftet i fjerde, som følge af Hagen–Poiseuille-ligningen. Det afhænger også af fraværet af turbulens i tunnellens frirum. På mange stationer er ventilationssystemet nu ineffektivt efter ændringer, der reducerer tunneldiametre og øger turbulens. Et eksempel er Green Park Station, hvor falske loftspaneler på metalrammer, der reducerer luftrummet over hovedhøjde til mere end de halve mange steder, er blevet installeret. Dette reducerer den laminare luftgennemstrømning med omkring 94 %, jf. Hagen–Poiseuille-ligningen.
Oprindeligt blev luftturbulens holdt på et minimum ved at holde al skiltning fladt mod tunnelvæggene. Nu er ventilationsrummet over hovedhøjde fyldt op med kanaler, ledninger, kameraer, højttalere og udstyr, der agerer som afbøjningsplader med en forudsigelig reduktion i gennemstrømning. Ofte har elektroniske skilte deres flade overflade i rette vinkler til den primære luftgennemstrømning, hvilket forårsager en droslet gennemstrømning. Midlertidige skilte, der står ved toppen af rulletrapperne er medvirkende til at øge turbulensen. Ændringerne til ventilationssystemet er vigtigt, ikke kun for varmeudveksling, men også for luftkvaliteten på perronniveau, især med tanke på tilstedeværelsen af asbest.

### Elevatorer og rulletrapper
Oprindeligt var adgangen til de dybtliggende tube-perroner med elevatorer. Hver elevator var bemandet, og på nogle af de mere stille stationer blev billetkontoret i 1920'erne flyttet ind i elevatoren, eller så kunne elevatoren kontrolleres fra billetkontoret. Den første rulletrappe i London Underground blev installeret i 1911 mellem District- og Piccadilly-perronerne på Earl's Court, og fra det følgende år blev nye dybeliggende stationer udstyret med rulletrapper i stedet for elevatorer. Rulletrapperne havde en diagonal afslutning ved toppen. I 1921 blev en stemme, der instruerede passagerer i at stå til højre optaget og skilte fulgte under 2. verdenskrig. Rejsende blev bedt om at stå til højre, så forbipasserende har fri passage i venstre side af rulletrappen. Den første "kam"-rulletrappe blev installeret på Clapham Common Station i 1924. I 1920'erne og 1930'erne blev mange elevatorer erstattet af rulletrapper. Efter den fatale brand på King's Cross i 1987, blev alle trærulletrapper erstattet med nogle af metal og mekanismerne bliver jævnligt rengjort for fedt, for at mindske risikoen for brand. Den eneste rulletrappe af træ, der ikke blev erstattet var på Greenford Station, hvilken forblev indtil oktober 2015, hvor TfL erstattede den med den første hældende elevator i britisk transport.
Der er 426 rulletrapper i London Underground-systemet og den længeste er på Angel Station med sine 60 m. Den korteste, på Stratford Station, der har en lodret stigning på 4,1 m. Der er 164 elevatorer, og tallet er steget i de seneste år pga. et program, der skal forbedre tilgængeligheden.

### Wi-Fi og mobiltelefondækning
I sommeren 2012 afprøvede London Underground, sammen med Virgin Media, Wi-Fi-hotspots på mange stationer, med ikke i tunnellerne, der giver passagerer gratis internetadgang. Den gratis forsøgsperiode var en succes og blev forlænget til udgangen af 2012, hvorefter ordningen ændredes til en service, der er gratis tilgængelig for Virgin Medias abonnenter, mens det for andre er en betalingsservice. Selv uden abonnement på Wi-Fi-servicen, kan de gratis signaler benyttes af smartphones som alarm for de rejsende, at de er ankommet til en specifik station. Det er i øjeblikket ikke muligt at benytte mobiltelefoner under jorden med de gængse 2G-, 3G- og 4G-netværk. Et projekt om forbedring af dækningen før OL 2012 blev sløjfet pga. kommercielle og tekniske besværligheder. Britiske abonnenter hos O2- eller 3-mobilnetværk kan benytte appen Tu Go eller InTouch til henholdvist at route deres telefonopkald og sms-meddelelser via Virgin Medias Wifi-netværk på 138 London Transport-stationer. EE-netværket har også på det seneste udgivet et WiFi-opkaldsfunktion available til iPhones.

## Planlagte forbedringer og udvidelser

### Nye baner
Elizabeth line, under projektnavnet Crossrail, er under anlæg og forventes at åbne i 2018 og giver en ny underjordisk rute gennem det centrale London, som bliver integreret med (men ikke en del af) London Underground-systemet. En National Rail-bane, der bliver en del af Crossrail, og som allerede er færdigbygget, kører i øjeblikket under navnet "TfL Rail". To muligheder overvejes som rute for Crossrail 2 i en nord-sydgående linjeføring gennem London, med håb om åbning i 2033.

### Forlængelser

#### Croxley Rail Link
Croxley Rail Link indebærer omlægning af Metropolitan lines Watford-gren fra den nuværende endestation på Watford via en del af den henlagte Croxley Green-bane til Watford Junction med stationer ved Cassiobridge, Watford Vicarage Road og Watford High Street (der i øjeblikket er en del af London Overground). Finansieringen faldt på plads i december 2011, og forlængelsens endelige godkendelse blev givet den 24. juli 2013. Arbejdet forventes at begynde i 2016, med planlagt åbning i 2020.

#### Northern line-forlængelse til Battersea og Clapham Junction
Det er planlagt, at Northern line skal forlænges til Battersea med en mellemliggende station ved Nine Elms. I december 2012 bekræftede Finansministeriet, at de vil stille en garanti, der tillader Greater London Authority at låne op til £1 millard fra Public Works Loan Board, til en fordelagtig rente, for at finansiere banens anlæg. I april 2013 ansøgte Transport for London det juridiske system om en anlægslov for at fortsætte forlængelsesprojektet. Forberedende arbejder begyndte i foråret 2015. Det primære tunnelleringsarbejde forventes at begynde i 2017. Stationer forventes at åbne i 2020.
Anlægget forberedes en mulig fremtidig forlængelse til Clapham Junction ved underretning til bydelsrådet i Wandsworth om en reserveret rute under Battersea Park og de efterfølgende gader.

#### Bakerloo line-forlængelse til Lewisham eller Hayes via Camberwell eller Old Kent Road
I 1931 blev en forlængelse af Bakerloo line fra Elephant & Castle til Camberwell, med stationer ved Albany Road og skiftemulighed på Denmark Hill Station, godkendt. Planerne blev dog skrinlagt som følge af sparepolitik efter krigen. I 2006 meddelte den daværende borgmester i London, Ken Livingstone, at indenfor 20 år ville Camberwell have en Underground-station. Transport for London har indikeret, at forlængelser, muligvis til Camberwell, kan være en del af den fremtidige transportstrategi for Sydlondon i de kommende år. Der er dog ikke offentliggjort nogen planlægning af en forlængelse. Der har også været mange andre forslag om forlængelse af banen til Streatham, Lewisham og endda længere væk ved overtagelse af forstadsbanen Hayes line via Catford Bridge, for at frigive kapacitet i netværket af forstadsbaner.

#### Bakerloo line-forlængelse til Watford Junction
I 2006 foreslog TfL, som en del af planlægningen af overdragelsen af North London Line til London Overground, at gen-forlænge Bakerloo line til Watford Junction.

#### Central line-forlængelse til Uxbridge
Bydelsrådet i Hillingdon har foreslået, at Central line skal forlænges fra West Ruislip til Uxbridge via Ickenham, under påskud af, at dette vil nedbringe trafikken på A40-vejen i området.

### Infrastruktur
- Bakerloo line – De 36 litra 1972-tog på Bakerloo line har allerede overskredet deres oprindeligt forventede levetid på 40 år. London Underground forlænger derfor deres operationelle levetid ved at lave store reparationer på mange af togene for at bevare pålideligheden. Bakerloo line bliver en del af projektet New Tube for London. Dette vil erstatte den eksisterende vognpark med nye luftkølede leddelte tog, og et nyt signalsystem med Automatic Train Operation. På banen forventes at køre op til 27 tog i timen, hvilket er en stigning på 25 procent fra de nuværende 21 tog i spidstimen.[146][147]
- Central line – Central line var den første bane, der blev moderniseret i 1990'erne, med 85 nye litra 1992-trains og et nyt automatisk signalsystem med Automatic Train Operation. Banen kører 34 tog i timen i en halv time i morgenmyldretiden, men kan ikke køre oftere pga. mangel på materiel. De 85 nuværende litra 1992-tog er de mest upålidelige i London Underground, da de er udstyret med første generation af solid state direct current thyristor control traction-udstyr. Togene bryder ofte ned, skal trækkes ud af drift med kort varsel og er ikke til rådighed, når der er behov, hvilket fører til huller i myldretidsbetjeningen. Selvom de er relativt moderne og er midt i deres forventede levetid, behøver togene renovering på mellemlangt sigt for at sikre fortsat pålidelighed i traction control-udstyret og vedholde vognparkens brugbarhed indtil fornyelsen, der forventes mellem 2028 og 2032. En større renovering af vognparken skal gennemføres for at sikre deres fortsatte pålidelighed i bremserne, traction control-systemerne, døre, de automatiske kontrolsystemer skal repareres eller udskiftes blandt flere komponenter. Central line bliver en del af projektet New Tube for London. Dette vil erstatte den eksisterende vognpark med nye luftkølede med fri gennemgang gennem vognene og et mere moderne automatisk signalsystem. På banen forventes at køre op til 36 tog i timen, hvilket er en stigning på 25 procent fra de nuværende 17 tog i de travleste 30 minutter og de 27–30 tog i timen i resten af myldretiderne.[146][148][149]
- Jubilee line – Signalsystemet på Jubilee line er blevet udskiftet for at øge banens kapacitet med 20 procent. På banen kører nu 30 tog i timen i myldretiderne, sammenlignet med de tidligere 24 tog i timen. Ligesom på Victoria line planlægges en forøgelse af frekvensen til 36 tog i timen. For at imødekomme dette tilpasses og justeres ventilation, strømforsyning og kontrol- og signalsystemer. London Underground planlægger også at tilføre yderligere 18 tog til den nuværende vognpark på 63 litra 1996-tog.[150][151]
- Northern line – Signalsystemet på Northern line er også blevet udskiftet for at øge banens kapacitet med 20 procent. På banen kører nu 24 tog i timen i myldretiderne, sammenlignet med de tidligere 20 tog i timen. Kapaciteten kan øges yderligere, hvis driften af Charing Cross- og Bank-grenene separeres. For at imødekomme dette vil yderligere 50 tog tilføres den nuværende vognpark på 106 litra 1995-tog. De fem af togene er påkrævet til den foreslåede Northern line-forlængelse og 45 for at øge frekvensen på resten af banen. Dette vil, kombineret med adskillelse af togene i Camden Town-udfletningen, tillade 30–36 tog i timen sammenlignet med de nuværende 24 tog i timen.[152][153]
- Piccadilly line – De 86 litra 1973-tog, der opererer på Piccadilly line, er nogle af de mest pålidelige i London Underground. Togene har en forventet levetid på omkring 40 år, og efter 37 år er udskiftning nødvendig. Piccadilly line bliver en del af projektet New Tube for London. Dette vil erstatte den eksisterende vognpark med nye luftkølede med fri gennemgang gennem vognene og et nyt signalsystem med Automatic Train Operation. På banen forventes at køre op til 30–36 tog i timen, hvilket er en stigning på 60 procent fra de nuværende 24-25 tog i timen. Piccadilly line bliver den første banen, der bliver opgraderet som en del af projektet New Tube for London, da passagertallet er steget gennem de seneste år og forventes at stige yderligere. Denne bane er vigtig, da den ikke har lige så høj frekvens som andre baner.[146]
- District, Metropolitan, Hammersmith & City og Circle lines – Nye litra S-trains er blevet introduceret på sub-surface-banerne, hvilke forventes fuldt udrullet i 2016. 191 er blevet udrullet eller bygget: 58 til Metropolitan line og 133 til Circle, District og Hammersmith & City lines. Sporene, strømforsyningen og signalsystemerne er også blevet opgraderet i et program, der skulle øge spidstimekapaciteten. Udskiftning af signalsystemet og lancering af Automatic Train Operation/Control er planlagt til 2019–22. Et kontrolrom for sub-surface-netværket er blevet bygget i Hammersmith og et automatisk togkontrolsystem (ATC) skal erstatte signaludstyr tilbage fra 1920'erne, så som signalboksen på Edgware Road, der stadig styres manuelt. Bombardier vandt i juni 2011 kontrakten, men blev frigjort fra aftalen i december 2013, og London Underground har nu tildelt en anden signalkontrakt til Thales.[154][155][156]
- Victoria line – Signalsystemet på Victoria line er blevet udskiftet for at øge banens kapacitet med omkring 25 procent. På banen kører nu op til 34 tog i timen, sammenlignet med de tidligere 27—28 tog i timen. Togene er blevet udskiftet med 47 nye litra 2009-tog med høj kapacitet. Spidstimefrekvensen forventes at øges yderligere til 36 tog i timen i 2016 efter sporarbejder ved Walthamstow Central. I øjeblikket kan kun 24 tog i timen køre længere end til Seven Sisters Station pga. sporskifternes placering ved Walthamstow Central. Udskiftning af sporskifterne vil resultere i en kapacitetsforøgelse mellem Seven Sisters og Walthamstow Central på 40 procent.[157]
- Waterloo & City line – Banen blev opgraderet med fem nye litra 1992-tog i begyndelsen af 1990'erne, på samme tid som Central line. Banen har et traditionelt signalsystem og benytter ikke Automatic Train Operation. Banen bliver en del af projektet New Tube for London. Dette vil erstatte den eksisterende vognpark med nye luftkølede med fri gennemgang gennem vognene og et nyt signalsystem med Automatic Train Operation. På banen forventes at køre op til 30 tog i timen, hvilket er en stigning på 50 procent fra de nuværende 21 tog i timen. Banen bliver en af de første til at blive opgraderet, sammen med Piccadilly line, med nye tog, systemer og perrondøre, for at teste systemerne før Central og Bakerloo lines bliver opgraderet.[146]

### Nye tog til dybtliggende baner
I sommeren 2014 udsendte Transport for London udbudsmateriale for op til 18 tog til Jubilee line og op til 50 tog til Northern line. Disse skal bruges til at forøge frekvensen og dække Northern lines forlængelse til Battersea.
I begyndelsen af 2014 blev projektet for udskiftning af det rullende materiel på Bakerloo, Piccadilly, Central og Waterloo & City lines navngivet New Tube for London (NTfL) og overgik fra projektforslag til hovedprojekt. Forundersøgelser har vist, at med nye tog og signaller:
- kan kapaciteten på Piccadilly line øges med 60 procent til 33 tog i timen i myldretiden fra 2025.
- kan kapaciteten på Central line øges med 25 procent til 33 tog i timen i myldretiden fra 2030.
- kan kapaciteten på Waterloo & City line øges med 50 procent fra 2032, efter sporet på Waterloo Station omlægges.
- kan kapaciteten på Bakerloo line øges med 25 procent til 27 tog i timen fra 2033.

Projektet er estimeret at koste £16,42 milliarder (£9,86 mia. i 2013-priser). En udbudsbekendtgørelse blev udsendt den 28. februar 2014 i Den Europæiske Unions Tidende, for prækvalifikation af potentielle fabrikanter af togene. Den 9. oktober 2014 annoncerede TfL de prækvalificerede selskaber (Alstom, Siemens, Hitachi, CAF og Bombardier), der havde vist interesse i at levere 250 tog for mellem £1,0 milliard og £2,5 milliarder, og samme dag åbnede en udstilling med et design af PriestmanGoode. De fuldautomatiske tog kan komme til at køre uden fører, men fagforbundene ASLEF og RMT, der repræsenterer lokomotivfører, er stærke modstandere heraf, med argumenter om, at det vil påvirke sikkerheden. Udbuddet af togene var forventet i december 2015, beskrivelserne for Piccadilly line-infrastrukturen i 2016, og de første tog til at køre på Piccadilly line i 2022.

## Rejse

### Billetter
The Underground benytter TfL's billetzonesystem til at udregne billetpriser. Der er ni zoner. Zone 1 er den mest centrale, med grænse lige udenfor Circle line og med enkelte stationer syd for Themsen. Stationer på Metropolitan line udenfor Storlondon er i zone 7–9. Nogle stationer er i to zoner, hvortil den billigste takst tæller. Papirbilletter, kontaktløse Oyster cards, kontaktløse betalings- og kreditkort, samt Apple Pay-smartphones og -ure kan benyttes som rejsehjemmel. Enkelt- og returbilletter findes både som Travelcards og Oyster cards, men billetter for mere end en dag kan kun købes med Oyster cards.
I 2003 introducerede TfL Oyster card, som er et forudbetalt chipkort med en indbygget berøringsfri RFID-chip. Den kan også fyldes med Travelcards og benyttes på The Underground, The Overground, busser, sporvogne, Docklands Light Railway og National Rail-tog i London. Prisen for enkeltrejser er billigere end med papirbilletter, og et dagligt loft begrænser den samlede daglige omkostning til prisen for en dagsbillet som Travelcard. Oyster card skal checkes ind og ud ved henholdsvis starten og slutningen af en rejse, ellers kan rejsen ikke registreres som fuldendt, og den højeste takst bliver trukket fra kortet. I marts 2012 beløb dette sig til £66,5 millioner for de rejsende i det forgående år. Kontaktløse betalingskort kan benyttes i stedet for Oyster card på busser, og dette blev udvidet til London Underground, London Overground, DLR og de fleste National Rail-tog i London fra 16. september 2014. Brugen heraf er vokset meget hurtigt, og over en million kontaktløse transaktioner bliver foretaget i The Underground hver dag.
London Councils sikrer favorable billetpriser for Londonere, der er handicappede eller er over en bestemt alder. Borgere født før 1951 blev berettiget efter deres 60-års fødselsdag, mens dem født i 1955 skal vente til de er 66. Programmet er kaldet "Freedom Pass" og tillader gratis rejser i TfL's ruter på alle tider. Det er også gyldigt på nogle National Rail-tog i London om lørdagen og efter 09.30 mandag til fredag Siden 2010 har Freedom Pass indeholdt kortholderens billede. Det skal fornyes hvert femte år.
Udover de automatiske og bemandede billetbomme patruljeres The Underground af både uniformerede og civilklædte billetinspektører med håndholdte Oyster card-læsere. Rejsende uden en gyldig billet for hele deres rejse pålægges en kontrolafgift på £80 (eller £40 hvis den betales indenfor 21 dage) og kan blive retsforfølges for rejse uden gyldig rejsehjemmel jf. Regulation of Railways Act 1889 og Transport for London Byelaws.

### Driftstid
The Underground er lukket om natten. Første tog om morgen begynder at køre fra omkring 05.00 og frem til omkring kl. 01.00, med senere starttider i weekenderne. Natlukningerne benyttes til vedligeholdelse, men nogle baner forbliver åben nytårsaften og kører i flere timer under store events som fx OL i London 2012. Nogle baner lukker lejlighedsvist for planlagte sporarbejder i weekender.
The Underground kører kun begrænset juleaften (nogle baner stopper tidligt) og kører ikke juledag. Siden 2010 har en strid mellem London Underground og fagforbund om helligdagsbetaling resulteret i begrænset betjening 2. juledag.

#### Night Tube
Den 19. august 2016 lancerede London Underground 24-timersdrift i weekenderne på Victoria og Central lines med planer om udvidelse til Piccadilly, Northern og Jubilee lines i løbet af efteråret. Natdriften skulle have begyndt den 12. september 2015, efter færdiggørelse af opgraderingsarbejder, men i august 2015 blev det meddelt, at startdatoen for Night Tube var udskudt pga. vedvarende diskussioner om kontraktbetingelser mellem fagforbund og London Underground. Den 23. maj 2016 blev natbetjeningens startdato for Central og Victoria lines annonceret. Natbetjeningen udvides til Piccadilly, Jubilee og Northern lines i efteråret 2016. Nattogene forventes at køre på flg. strækninger:
- Central line: mellem Ealing Broadway og Hainault via Newbury Park og mellem White City og Loughton. Ingen drift på West Ruislip-grenen, mellem Woodford og Hainault eller mellem Loughton og Epping.
- Northern line: mellem Morden og Edgware / High Barnet via Charing Cross. Ingen drift på Mill Hill East- eller Bank-grenene.
- Piccadilly line: mellem Cockfosters og Heathrow-terminalerne 2, 3 og 5. Ingen drift til terminal 4 eller mellem Acton Town og Uxbridge.
- Jubilee line: Hele banen – Stratford til Stanmore.
- Victoria line: Hele banen – Wathamstow Central til Brixton.

Jubilee, Piccadilly og Victoria lines vil køre i 10-minutters interval, ligesom på Central line mellem White City og Leytonstone, mens der vil være 20-minutters interval fra Leytonstone til Hainault/Loughton og 20-minutters interval mellem White City og Ealing Broadway. Northern line vil have omtrentligt 8-minutters interval mellem Morden og Camden Town via Charing Cross, og 15-minutters interval fra Camden Town til Edgware/High Barnet.
Der vil indtil videre ikke være drift på de andre baner. Når opgraderingen af Circle, Hammersmith & City, District og Metropolitan lines er fuldendt, og det nye signalsystem er blevet udrullet sammen med nye tog, vil Night Tube-driften udvides til disse baner.

### Tilgængelighed
Der blev ikke taget højde for tilgængelighed for personer med mobilitetsproblemer, da det meste af systemet blev bygget, og indtil 1993 forbød brandregulativer kørestole i The Underground.[kilde mangler] Stationerne på Jubilee lines udvidelse, der åbnede i 1999, blev designet med øje for tilgængelighed, men eftermontering af tilgængelighedsudstyr til ældre stationer er en stor investering, der forventes at tage over 20 år. En rapport London Assembly fra 2010 konkluderede, at over 10 % af Londons befolkning havde reduceret mobilitet, og med en aldrende befolkning vil tallet stig i fremtiden.
Det almindelige netværkskort viser stationer, der har trinfri adgang fra gade til perron. Der kan også forekomme et trin fra perron til tog så stort som 30 cm, og et mellemrum mellem toget og kurvede perroner, og disse afstande er også markeret på kortet. På nogle stationer kan adgang fra perron til tog lettes ved brug af en rampe, der betjenes af personalet, eller en sektion af perronen kan være hævet for at mindske trinnet.
Per december 2012 har 66 stationer trinfri adgang fra perron til tog, og der er planer om at etablere trinfri adgang på yderligere 28 på ti år. I 2016 vil en tredjedel af stationerne have hævede sektioner på perronerne, der reducerer trinnet fra perron til tog. Nye tog, som dem der er rullet ud på sub-surface-banerne, har adgangsmulighed for og plads til kørestole, forbedrede lyd- og visuelle informationssystemer, samt kørestolsegnede dørkontroller.

### Forsinkelser og overbelægning
I myldretiderne kan stationer blive så overfyldte, at de bliver lukket. Passagerer kan ikke komme med det førstkommende tog, og hovedparten af passagererne kan ikke finde et sæde på deres tog. Nogle tog har flere end fire passagerer pr. kvadratmeter. Passagerundersøgelser viser, at overbelægning er det aspekt, som passagererne er mindst tilfredse med ved netværket, og at overbelægning forbindes med dårlig produktivitet og potentielle hjerteproblemer. Kapacitetsforbedringer er blevet overhalet af øget efterspørgsel, og den højeste overbelægning er siden 2004-05 øget med 16 procent.
Sammenlignet med 2003-04 er netværkets pålidelighed forøget i 2010/11, med passagerernes spildtid reduceret fra 54 millioner timer til 40 millioner timer. Passagerer har ret til kompensation, hvis deres rejse er forsinket 15 minutter eller mere, og det skyldes omstændigheder indenfor TfL's kontrol, og i 2010 krævede 330.000 passagerer ud af potentielt 11 millioner passagerer kompensation for forsinkelser. En række mobiltelefonapps og -services er blevet udviklet for at hjælpe passagerer anmode om deres tilbagebetaling mere effektivt.

### Sikkerhed
London Underground er autoriseret til at køre tog af Office of Rail and Road, og den seneste sikkerhedscertificering og sikkerhedsautorisation er gyldig indtil 2017. 19. marts 2013 havde det været 310 dage siden den seneste større hændelse, hvor en passager døde efter at være faldet ned på sporet. Per 2015 har der været ni år i træk uden nogen medarbejdere er omkommet.
I november 2011 blev det rapporteret, at 80 personer havde begået selvmord i London Underground det forrige år, hvilket var en stigning fra 46 i 2000. De fleste perroner på de dybtliggende stationer har gruber, ofte kaldet "selvmordsgruber", under sporene. Disse blev anlagt i 1926 for at supplere perronernes afvandingssystem, men halverer sandsynligheden for dødfald, når en passager falder eller hopper ud foran et tog.

## Design og kunsten

### Netværkskort
Tidlige netværkskort for Metropolitan og District Railways var bykort med banerne tegnet ovenpå, og District Railway udgav et kort i lommestørrelse i 1897. Et rutediagram fra Central London Railway findes på et postkort fra 1904 og en plakat fra 1905, og tilsvarende kort findes i District Railway-vogne i 1908. Samme år blev et fælles kort over det centrale område udgivet, efter at en marketingsaftale mellem operatørerne kom i stand. Et nyt kort uden baggrundsdetaljer blev udgivet i 1921, men det centrale område blev mast, og det krævede små bogstaver og pile. Harry Beck fik idéen med at udvide dette centrale område, tilsidesætte geografi, og simplificere kortet, så jernbanerne blev vist som rette linjer med lige langt mellem stationerne. Han præsenterede sin originale skitse i 1931, og efter først at være blevet afvist, blev det trykt i 1933. Nutidens netværkskort er udviklet fra det oprindelige design, og idéerne er sidenhen blevet benyttet af mange metrosystemer rundt om i verden.
Det nuværende almindelige netværkskort omfatter Docklands Light Railway, London Overground, Emirates Air Line og the London Underground; et mere detaljeret kort, der dækker et større område, er udgivet af National Rail og Transport for London, og omfatter også London Tramlink og jernbanerne i forstaderne. Netværkskortet blev toer i en afstemning fra BBC og London Transport Museum om et britisk yndlingsdesignikon fra det 20. århundrede, og The Undergrounds 150 års jubilæum blev fejret med en Google Doodle hos søgemaskinen.

### Rondel
Mens den første brug af en rondel i en London-transport-kontekst var et varemærke for London General Omnibus Company, der blev registreret i 1905, stammer brugen på The Underground fra 1908, hvor UERL placerede en udfyldt rød cirkel bag navneskilte på perroner for at fremhæve stationsnavnene. Ordet "UNDERGROUND" blev på plakater, bl.a. af Charles Sharland og Alfred France fra 1912, placeret inde i en rondel i stedet for stationsnavne. Frank Pick syntes den udfyldte røde cirkel var besværlig, og gav en version fra en Sharland-plakat fra 1915, hvor cirklen var blevet til en ring, til Edward Johnston, der udviklede og registrerede symbolet som et varemærke i 1917. Rondellen blev første gang trykt på et kort første gang sammen med Johnston-skriften i juni 1919, og trykt i farver den efterfølgende oktober.
Efter UERL var blevet indlemmet i London Passenger Transport Board i 1933, blev udgaver af rondellen benyttet til busser, sporvogne og rutebiler, så vel som The Underground. Ordene "London Transport" blev indføjet inden i ringen, over og under bjælken. Carr-Edwards-rapporten, udgivet i 1938 som det formentligt første forsøg på en designmanual, introducerede strengere retningslinjer for brugen. Mellem 1948 og 1957 var ordet "Underground" i bjælken erstattet af "London Transport". Per 2013 benyttes udgaver af rondellen i forskellige farver for ringen og bjælken for andre TfL-transportsystemer, så som London Buses, Tramlink, London Overground, London River Services og Docklands Light Railway. Crossrail, der forventes at åbne i 2018, bliver også identificeret med en rondel. Rondellens 100 års jubilæum blev fejret i 2008, ved at TfL bad 100 artister om at producere værker, der fejrer designet.

### Arkitektur
70 af de 270 London Underground-stationser benytter bygninger, der er på den lovbestemte liste over bygninger af special arkitektonisk eller historisk interesse, og fem har indgange i fredede bygninger. Metropolitan Railways syv oprindelige stationer var inspireret af Italianate-designs, med perroner oplyst af dagslys oppefra og af gaslygter i store glasglober. Tidlige stationer på District Railway var tilsvarende og på begge jernbaner blev stationerne mere simple, jo længere fra det centrale London de lå. City & South London Railway åbnede med bygninger i rød mursten, designet af Thomas Phillips Figgis, med en blybelagt kuppel på taget, som indeholde elevatormekanismen. Som arkitekt ansatte Central London Railway Harry Bell Measures, der designede deres lyserødsagtige brune, stålindrammede bygninger med større indgange.
I det 20. århundredes først årti etablerede Leslie Green byggestil for tube-stationerne, der blev bygget af UERL, som var beklædt i okseblodsrøde fajanceblokke. Green pionerede ved at bruge bygningsdesign til at guide passagerer med retningsskilte på flisevægge, og ved at give stationerne en unik identitet med mønstre på perronvæggene. Mange af disse flisemønstre har overlevet, selvom en markant del af disse nu er replikaer. Harry W. Ford var ansvarlig for designet på mindst 17 UERL- og District Railway-stationer, herunder Barons Court og Embankment, og påstod at være den første til at have tænkt på at forstørre U'et og D'et i ordmærket UNDERGROUND. Metropolitan Railways arkitekt Charles Walter Clark benyttede et nyklassicistisk design for ombygning af Baker Street og Paddington Praed Street Stationer før 1. verdenskrig, og selvom moden havde skiftet, forsatte han med Farringdon i 1923. Bygningerne havde bogstaver af metal monteret på blege vægge. Clark designede senere "Chiltern Court", en stor, luksuriøs lejlighedsblok ved Baker Street, der åbnede i 1929. I 1920'erne og 1930'erne designede Charles Holden en række modernistiske stationer og art deco-stationer, og han beskrev nogle af dem som hans "murstenskasser med betonlåg". Holdens design for bygningen husende The Undergrounds hovedkvarter på 55 Broadway indeholder avantgarde-skulpturer af Jacob Epstein, Eric Gill og Henry Moore.
Da Central line blev forlænget mod øst, blev stationerne simplificerede brutalist-designs af Holden, og en grotteagtig forhal blev bygget på Gants Hill til ære for tidlige stationer i Moskvas metro. Få nye stationer blev bygget i 50 år efter 1948, men Misha Black blev udpeget som designkonsulent for 1960'ernes Victoria line, og bidrog til banens ensartede look, hvor hver station har et individuelt flisemotiv. Fremtrædende stationer fra denne periode omfatter Moor Park, stationerne på Piccadilly lines forlængelse til Heathrow og Hillingdon. Stationerne på 1990'ernes forlængelse af Jubilee line blev meget større end tidligere og blev designet i en high-tech-stil af arkitekter som Norman Foster og Michael Hopkins, med udstrakt brug af blottede metalplader. West Ham Station blev bygget som en hyldest til tube-stationerne i røde mursten fra 1930'erne, ved brug af mursten, beton og glas.
Mange perroner har unikke interiørdesigns for at hjælpe passagerer identificere stationen. Fliserne på Baker Street har indarbejdet gentagelser af Sherlock Holmes' silhuet, og på Tottenham Court Road er der semi-abstrakte mosaikker af Eduardo Paolozzi, der forestiller musikinstrumenter, båndoptagere og sommerfulge. Robyn Denny designede vægmalerierne på Northern lines perroner på Embankment.

### Skrift
De første plakater benyttede en række forskellige fonte, som dengang var almindelig praksis, og stationskilte benyttede store groteske blokke. Johnston-skriften blev udviklet med både store og små bogstaver i 1916, og et fuldt sæt af trykblokke, angivet som Johnston Sans, blev lavet af trykkerne det følgende år. En fed udgave af de store bogstaver blev udviklet af Johnston i 1929. Metropolitan Railway skiftede til bogstaver med seriffer til sine skilte i 1920'erne, der blev benyttet på stationerne, der blev ombygget af Clark. Johnston blev dog indført i hele systemet efter dannelsen af LPTB i 1933, og LT-ordmærket blev anført på lokomotiver og vogne. Johnston blev redesignet og blev til New Johnston for fotosats i begyndelsen af 1980'erne, da Elichi Kono designede en række varianter, der indebærer Light, Medium og Bold, hver med sin kursive udgave. Typografferne P22 udviklede i 1997 nutidens elektroniske version, der nogle gange kaldes TfL Johnston.

### Plakater og mæcen
Tidlige reklameplakater proklamerede fordelene ved rejse ved brug af forskellige bogstavsforme. Grafiske plakater fremkom først i 1890'erne, og det blev billigere at trykke farvebilleder i begyndelsen af det 20. århundrede. Central London Railway benyttede farvede illustrationer i deres plakat fra 1905, og fra 1908 benyttede undergrundsgruppen under Picks ledelse billeder af landskaber, shopping og store events på posters for at opfordre til brug af The Tube. Pick fandt ud af, at han blev begrænset af printerne, som reklamekunstnerne benyttede, og bestilte derfor værker fra kunstnere og designere som Dora Batty, Edward McKnight Kauffer, tegneren George Morrow, Herry (Heather) Perry, Graham Sutherland, Charles Sharland og søstrene Anna og Doris Zinkeisen. Ifølge Ruth Artmonsky blev over 150 kvindelige kunstnere hyret af Pick og senere Christian Barman til at designe plakater for London Underground, London Transport og London County Council Tramways. Bogstavsformene fra Johnston Sans fremkom på plakater fra 1917. Metropolitan Railway benyttede, meget selvstændigt, billeder på køreplaner og på omslaget af sin Metro-land-guide, der promoverer de betjente landområder til den gående, besøgende og senere boligjægeren. Da London Transport blev dannet i 1933, blev UERL betragtet som en mæcen, og over 1000 værker blev bestilt i 1930'erne, såsom tegninger af Charles Burton og Kauffers senere abstrakte kubistiske og surrealistiske billeder.
Harold Hutchison blev presseansvarlig hos London Transport i 1947, efter 2. verdenskrig og nationaliseringen, og introducerede "parplakaten", hvor et billede på en plakat blev parret med teksten på en anden. Antallet af bestillinger faldt til otte om året i 1950'erne og blot fire om året i 1970'erne, med billeder fra kunstnere som Harry Stevens og Tom Eckersley. Art on the Underground blev introduceret i 1986 af Henry Fitzhugh, for at genoplive London Transport som en mæcen, ved The Underground bestilte seks værker om året. Det år blev værker af Peter Lee, Celia Lyttleton og en plakat af David Booth, Malcolm Fowler og Nancy Fowler bestilt. I dag varierer bestillinger fra omslaget til lommeudgaven af netværkskortet til installationskunst på en station. På samme måde har Poems on the Underground bestilt poesi siden 1986, som udstilles i vognene.

### I populærkulturen
The Underground (inklusive flere fiktive stationer) har medvirket i mange film og fjernsynsprogrammer, inklusive Skyfall, Die Another Day, Sliding Doors, En amerikansk varulv i London, Creep, Tube Tales og Neverwhere. London Undergrounds filmkontor modtog over 200 anmodninger om optagelser i 2000. The Underground har også medvirket i musik, som fx The Jams "Down in the Tube Station at Midnight", og i litteratur, fx den grafiske roman V for Vendetta. Populære vandrehistorier om at The Underground er hjemsøgt vedvarer den dag i dag.
Call of Duty: Modern Warfare 3 har en bane kaldet Underground, hvor det meste af banen finder sted mellem værfterne og Westminster, mens spilleren og et hold af SAS-styrker forsøger at stoppe gods, der bliver fragtet i London Underground. London Underground-kortet fungerer som spillebræt for begrebsspillet Mornington Crescent (der er opkaldt efter en station på Northern line) og brætspillet The London Game.